# Eochaid mac Óengusa
Eochaid mac Óengusa (mort vers 522) était un roi de Munster (en irlandais : Muman), l'un des cinq royaumes d'Irlande. Il appartenait au clan des Eóganachta. Il était le fils d'Óengus mac Nad Froích (mort en 489), premier roi chrétien de Muman. 

## Biographie
La chronologie des rois de Muman au VIe siècle est confuse. Les Laud Synchronisms le font succéder à son père comme roi et le donnent comme un contemporain du Haut-Roi Lugaid mac Lóegairi, ce qui placerait le début de son règne avant 507. Cependant, dans le Livre de Leinster, il succède à son frère Feidlimid mac Óengusa. 
D'après la légende, il eut deux fils nés la même nuit : 
- Crimthann Srem mac Echado, ancêtre du sept des Eóganacht Glendamnach ;
- un autre Crimthann née d'une femme nommée Dearcon[3] (qui appartenait peut-être au clan des Arada Clíach, un clan mineur du Cliú), ancêtre du sept des Eóganacht Airthir Chlíach[4].

Il est possible que ces deux Crimthann, homonymes mais différents, soient une invention des généalogistes. 
Son fils Crimthann Srem mac Echado lui succéda. 

### Sources
- (en) Annales de Tigernach sur CELT: Corpus of Electronic Texts dans University College Cork.
- (en) Livre de Leinster, Fland cecinit sur CELT: Corpus of Electronic Texts dans University College Cork.
- (en) Révérend Eugene O'Keeffe, Book of Munster (1703), sur Généalogies des Eóganachta.
- (en) Laud Synchronisms sur CELT: Corpus of Electronic Texts dans University College Cork.
- (en) Francis J. Byrne, Irish Kings and High-Kings, Four Courts Press, Dublin (2001).  (ISBN 978-1-85182-196-9).